# Grobnik
Grobnik (olaszul:  Grobnico, Grobènico di Fiume) falu Horvátországban, Tengermellék-Hegyvidék megyében. Közigazgatásilag Čavléhoz tartozik.

## Fekvése
Fiume központjától 5 km-re északkeletre, községközpontjától 3 km-re északnyugatra egy dombtetőn fekszik.

## Története
Grobnik vidékét a történelem előtti időkben egészen a római korig az illírek egyik népe liburok lakták. Ahogy máshol is a libur civilizáció legismertebb emlékei az egykori erődített települések és a jól védhető helyeken épített várak maradványai. A 4. században a várak és őrtornyok láncolata Fiumétól (Tarsatica) a szlovéniai Vrhnikiig (Nauportus) húzódott és maradványaik számos településen fennmaradtak a grobniki uradalom területén. Bár ez a védelmi rendszer feltételezhetően már az ókorban is megvolt, mára fennmaradt formája a középkorban alakult ki. Ennek a védelmi rendszernek Grobnik vára volt a kulcsa, mely a Vinodol felé szétágazó utakat és vidéküket ellenőrizte. Grobnik vára római erődítmény alapjain valószínűleg a 10. században, még a horvát nemzeti királyok idején épült. A vinodoli hercegség legnyugatibb vára volt. Neve 1288-ban a feudális Európa egyik legrégibb jogi jellegű forrásában, a glagolita írással írott horvát nyelvű vinodoli törvénykönyvben bukkan fel először. A grobniki uradalom magában foglalta az egész grobniki mezőt és a környező határvidéket, melynek urai 1225 és 1566 között a Frangepánok, majd később a Zrínyiek voltak, akik 1671-ig voltak birtokosai. Ezután 1725-ig a császári kamara, 1766-ig a Perlas grófok, 1872-ig a Batthyányak, majd 1945-ig amikor államosították a Turn-Taxis család birtoka volt.
A hagyomány szerint a vár alatti Grobniki mezőn győzték le a horvátok 1241-ben a tatár sereget, erre azonban semmilyen történeti bizonyíték nem áll rendelkezésre. Grobnik jelentősége különösen az 1493-as udbinai csata után nőtt meg, amikor egyházi központtá is vált. A török által lerombolt Modrus helyett megalapították a grobniki káptalant, mely a 18. század végéig működött. Grobnik vára a török elleni védelem egyik legfontosabb láncszeme volt, erődítéseinek többsége a 15. és 17. század között épült.
A 19. század folyamán a kereskedelmi forgalom megnövekedésével az uradalom területén új gazdasági központok fejlődtek ki, ilyen központ lett a Grobnik és Bakar közötti út mentén fekvő Cernik, valamint a Lujziána út mentén fekvő Soboli és Čavle, a község mostani központja. A településnek 1857-ben 471, 1910-ben 514 lakosa volt. 2011-ben a falunak 421 lakosa volt.

## Lakosság

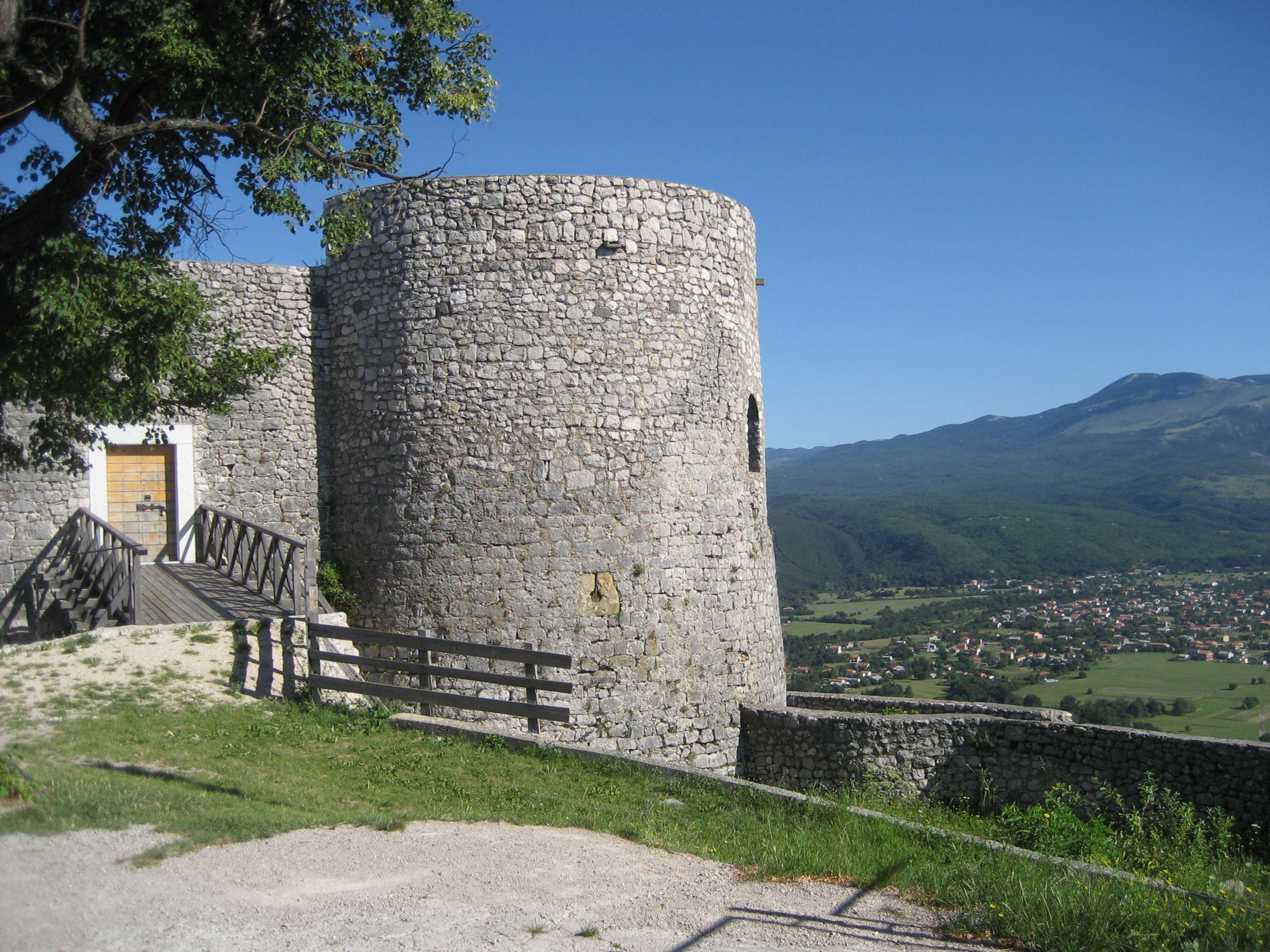
Grobnik várának falai

| Lakosság változása | Lakosság változása | Lakosság változása | Lakosság változása | Lakosság változása | Lakosság változása | Lakosság változása | Lakosság változása | Lakosság változása | Lakosság változása | Lakosság változása | Lakosság változása | Lakosság változása | Lakosság változása | Lakosság változása | Lakosság változása |
| ------------------ | ------------------ | ------------------ | ------------------ | ------------------ | ------------------ | ------------------ | ------------------ | ------------------ | ------------------ | ------------------ | ------------------ | ------------------ | ------------------ | ------------------ | ------------------ |
| 1857               | 1869               | 1880               | 1890               | 1900               | 1910               | 1921               | 1931               | 1948               | 1953               | 1961               | 1971               | 1981               | 1991               | 2001               | 2011               |
| 471                | 337                | 322                | 431                | 459                | 514                | 441                | 498                | 428                | 387                | 390                | 392                | 355                | 362                | 382                | 421                |

## Nevezetességei
- Grobnik várának[5] falai a település központjában állnak. A vár háromszög alaprajzú sarkain tornyokkal és féltornyokkal, melyek biztonságát még egy körítőfal fokozza. A falak legnagyobb része a 15. és 17. század között épült. A délnyugati torony földszintjén található a Szent Ilona kápolna máig fennmaradt reneszánsz kapuzatával. A belső udvaron gótikus kút áll, melyet a Frangepánok és a korbáviai hercegek 15. századi címere díszít. A grobniki vár a felújításoknak köszönhetően jó állapotban maradt fenn, ma főként kulturális központkánt működik. Vonzó turisztikai célpont az ide látogatók számára. Többek közt gazdag néprajzi gyűjtemény, képgaléria és étterem található benne.
- A vár közvetlen közelében áll a Szent Fülöp és Jakab apostolok tiszteletére szentelt plébániatemplom, melyet már 1105-ben említ írásos forrás. A templomban a 16., a 17. és 19. századból származó glagolita írású korabeli eseményekről szóló feliratok találhatók. Található itt egy 1589-ből származó gazdagon díszített sírkő is.
- A Grobnik várának lábánál fekvő Grobišće nekropolisz korábbi ásatásain a vaskortól és az ókortól a középkorig terjedő temetkezéseket találtak. A lelőhely rétegrajza vízszintes, amely pontosan mutatja, hogy az új kulturális jellemzőkkel rendelkező sírok miként követték az idősebbeket. Hasonlóképpen, antropológiai kutatások kimutatták, hogy a népesség etnikai struktúrájában nem történt jelentős változás.[6]
- A Grobniki mezőn 1932-ben sportrepülőtér, majd az 1970-es években autó versenypálya nyílt.
- Grobnik Szentháromság tiszteletére szentelt kápolnája 12. századi eredetű. Harangtornya nyitott, a bejárat elé fedett előteret építettek. A kápolna 1383-ban Mihály mester által öntött harangja ma a zágrábi művészeti múzeumban található. Megmaradt két harangja is nagyon régi, 1669-ben és 1527-ben készültek. A hagyomány szerint a grobniki csata idején a tatárok ide kötötték be lovaikat.
- A Szent Kereszt tiszteletére szentelt kápolnája a Rjecsina szurdoka felett áll.
- Franjo Frankulin grobniki várporkoláb házát[7] eredetileg a városfal mentén, a feltételezett várostorony helyén építették, az új városkapuval összeépítve. A kétszintes "T" alaprajzú épület reneszánsz és barokk stílusjegyekkel a 17. század közepén épült. Az épületet a meglevő épületszerkezetek rekonstrukciójával hozták létre, amelyek alapvető magja egy központi épület, amely emeletenként három térbeli egységből, és egy boltíves földszintből állnak. A 19. század közepén az épület déli részéhez toldalékot építettek, amelynek következtében "T" alaprajzú lett. Frankulin háza egyedülálló példája a fennmaradt barokk porkoláb lakóépületnek.

## Kultúra
A gorbniki vár különösen a nyári és őszi hónapokban számos tudományos és kulturális rendezvény helyszíne, melyek fő szervezője a grobniki kulturális és művészeti egyesület a „Katedra Čakavskoga sabora Grobnišćine”. A várban gazdag néprajzi gyűjtemény, a megye egyik legszínvonalasabb képgalériája, modern művészetek galériája működik. 1998-óta évente megrendezik a „Grobnička skala” fiatal énekművészek fesztiválját és 1993-tól a „Grobnička jesen” három hónapos tudományos, kulturális-szórakoztató őszi fesztivált. A vár 1996-óta nemzetközi művészeti találkozó színhelye is, ahová Európából és a világ minden tájáról érkező művészek hozzák el alkotásaikat. Nyáron rendezik a várban a "Leto va Kaštelu" színjátszók találkozóját. A grobnikiak rendszeresen részt vesznek a fiumei karneválon is.